# Kanato de Najicheván
El kanato de Najicheván (en persa: خانات نخجوان‎) fue un kanato, un estado feudal de Transcaucasia, nominalmente, subordinado a los sahs persas y nombrado en honor a su asentamiento principal, la ciudad de Najicheván.
El territorio del kanato, localizado en la ribera izquierda del curso medio del río Aras, corresponde a la actual República Autónoma de Najicheván y partes centrales de Armenia.

## Historia

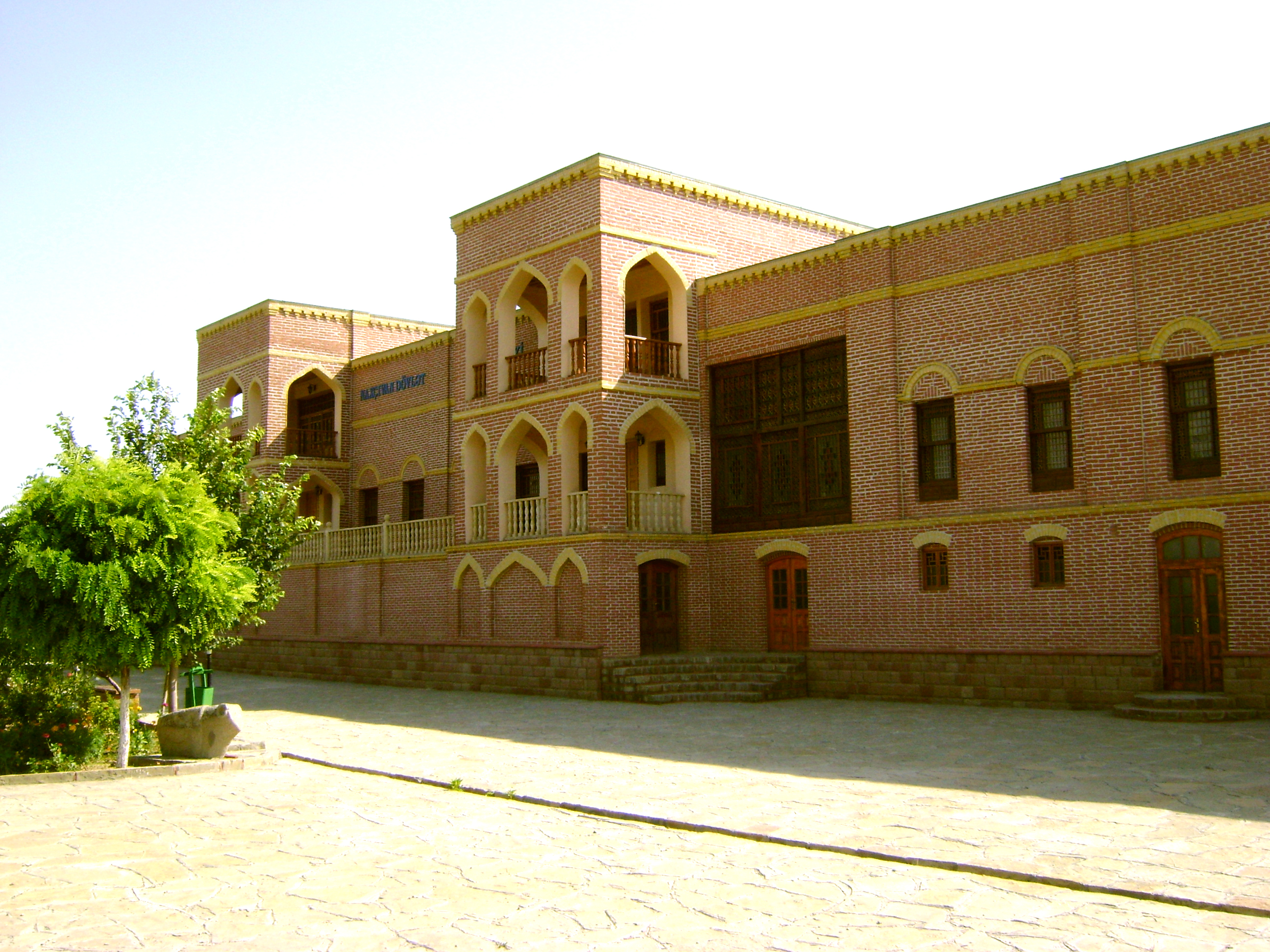
El palacio de los kanes de Najicheván.

Inicialmente, el territorio de Najicheván formaba parte del Kanato de Ereván, pero lugar fue gobernado por un kan aparte. Poco después de la captura de Ereván en 1604, Abás el Grande nombró a Maqsud Sultán, un líder de una tribu túrquica llamada Kangarlu, descrita por J. M. Jouannin como «una pequeña tribu establecida en la Armenia persa, a orillas del Aras», como gobernador de Najicheván. Más tarde, ese mismo año, las fuerzas otomanas amenazaron el área y el sah Abbas ordenó a Maqsud Sultán que evacuara a toda la población de la región de Najicheván (incluyendo a los armenios de Jolfa, quienes fueron trasladados el año siguiente a Isfahán) a Qaraja Dag (Arasbaran) y Dezmar. El gobierno persa fue interrumpido por la ocupación otomana entre 1635-1636 y entre 1722-1736.
Durante la guerra ruso-persa de 1804-1813, en 1808, las fuerzas rusas bajo el mando del general Iván Gudovich ocuparon brevemente Najicheván, pero como resultado del tratado de Gulistán retornó a manos persas.
En el contexto de la guerra ruso-persa de 1826-1828, en 1827, Abbas Mirza nombró a Ehsan Khan Kangarlu como comandante de Abbasabad, una fortaleza de importancia estratégica para la defensa del Kanato de Najicheván. Tras fuertes pérdidas en un intento por tomar la fortaleza el 14 de julio, los rusos montaron un sitio. Ehsan Kan contacto en secreto al comandante ruso, el general Iván Paskévich, y le abrió las puertas de la fortaleza el 22 de julio de 1827. Con el Tratado de Turkmenchay en 1828, el Kanato se convirtió en una posesión rusa y Ehsan Khan fue nombrado gobernador, con el rango de mayor general del Ejército ruso y el título de atamán de la milicia kangarlu.

## Abolición del kanato
En 1828, los kanatos de Ereván y de Najicheván fueron disueltos y sus territorios unificados para formar el Óblast de Armenia ("Armianskaia Oblast"). En 1840, esa provincia fue disuelta y su territorio incorporado en una nueva provincia más grande, la Gobernación de Georgia-Imeretia ("Gruziia-Imeretiia"). Esta nueva división no duró mucho y, en 1845, fue creado un vasto nuevo territorio denominado el Territorio Caucásico ("Kavkazskii Krai") o Viceregencia Caucásica ("Kavkázskoye Namestnichestvo"), en la cual la antigua provincia armenia formó parte de una subdivisión llamada la Gobernación de Tiflis. En 1849, la Gobernación de Ereván fue fundada, como entidad separada de la de Tiflis, e incluía el territorio del antiguo Kanato de Najicheván, que se convirtió en la provincia (uyezd) de Najicheván.
Después de la disolución, los kanes de Najicheván tomaron el apelativo rusificado de Khan Nakhichevanski y los hombres de su familia desempeñaron tradicionalmente servicios públicos rusos, en particular, el ejército. La familia fue la mayor terrateniente en el distrito y continuó ejerciendo enorme influencia sobre el resto de la comunidad musulmana. Seis Khans Nakhchivanski se convirtieron en generales de los ejércitos rusos zarista, soviético e iraní. Dos hijos de Ehsan khan —- Ismail khan y Kalbali khan— fueron generales en el Ejército ruso y fueron condecorados con la Orden de San Jorge en cuarto grado por sus acciones en batalla. Un hijo de Kalbali khan, Huseyn Khan Nakhchivanski, fue un prominente comandante militar ruso y general adjunto del Emperador ruso y sus sobrinos, Jamshid Khan y Kalbali, fueron generales en el ejército soviético e iraní, respectivamente.

## Gobernantes
Los gobernantes del Kanato de Najicheván fueron:
- 1747-1787 - Heydargulu Khan
- Haji Khan Kangarli
- Rahim Khan
- Aligulu Khan
- Valigulu Khan
- Abbasgulu Khan
- Jafargulu Khan
- 1787-1823: Kalbali Khan
- Abbasgulu Khan Kangarli
- Mahammadbagir Khan
- 1823-1828: Ehsan Khan, mayor general en el Ejército imperial ruso, previamente gobernador de Ordubad en 1822.[12]
- 1828-1834: Karim Khan Kangarli[13]